# Церква Різдва Пресвятої Богородиці на Веригині
Церква Різдва Пресвятої Богородиці — втрачена пам'ятка мурованої культової архітектури кінця XVIII століття, що знаходилась в історичному районі міста Глухова Веригіне на розі сучасних вулиць Веригінської та Матросова. Поряд із західного боку розташовувалась триярусна дзвіниця, зведена 1803 року. Обидві споруди зруйновані за часів радянської боротьби з релігією в середині 1930-х років.
Храмове свято — це одне з дванадесятих свят: Різдво Пресвятої Богородиці або Мала Пречиста на честь Богородиці Діви Марії, матері Ісуса Христа (8 вересня за старим стилем або 21 вересня за новим).

## Історія
Село Веригіне (біля Глухова) вперше згадується у переліку населених пунктів Підпутивльського стану Новгород-Сіверського повіту Чернігівського воєводства в складі Речі Посполитої. У 1619 році Глухівщина увійшла до складу Московської держави, а в 1621 знову повернулась до складу Речі Посполитої. Веригине фігурує на мапі 1639 року — так званій «Генеральній карті України» (лат. Delineatio Generalis Camporum Desertorum vulgo Ukraina. Cum adjacentibus Provinciis), складеної як рукопис французьким військовим інженером Гійомом Левассером де Бопланом та виготовлена як гравюра голландським картографом Вільгельмом Гондіусом.
На середину XVII ст вже існувала дерев'яна церква та дзвіниця. Зокрема, в 1665 р. до неї офірували Євангеліє львівського друку 1636 року
Церква розташовувалася на місці будинку по вулиці Веригинській, 7. Вона входила до складу палацово-паркового комплексу «Міністерський дім» (готель для російських вельмож). У цьому будинку, починаючи 1709 року, мешкали регулярно російські дипломати, що приїздили до столиці Лівобережної України. Серед відомих мешканців — це президент першої малоросійської колегії Степан Вельямінов, а також останній гетьман Лівобережної України Кирило Розумовський та його брат Олексій. Під час відвідин міста російською імператрицею Єлизаветою Петрівною в 1744 року тут також зупинялися майбутні керманичі Російської імперії Петро III та Катерина II. На цьому місці нині знаходиться двоповерховий будинок офісного приміщення ТОВ «Велетень».
В історіографії існують різні версії часу початку будівництва кам'яної церкви Різдва Пресвятої Богородиці. Дослідники називають 1769 рік під наглядом архітектора Андрія Квасова або 1791 рік.
Також різняться в дослідників версії і стосовно датування завершення будівництво та освячення кам'яної церкви Різдва Пресвятої Богородиці: 1786, 1795, 1798 або 1799 рік.
Церква зводилась за фінансування священика та на пожертви доброчинців і прихожан. Три десятиліття (до 1836 року) велось будівництво триярусної дзвіниці. Прихожани церкви неодноразово, в 1804—1806 роках, піднімали питання про будівництво кам'яної дзвіниці замість дерев'яної, бо після зведення нової кам'яної церкви залишились матеріали «…яко то дикой камень для фундамента довольно, и часть кирпича», тому вони «…разсудясь, дабы тот материал и составался в не действии, вознамерились к сей Рождества Богородичной церкви на место ныне существующей деревянной, выстроить каменную, а также и на место разбитого в прошедшей великий пост большой колокол перелить».
Причт церкви, що складався зі священика, диякона та дяка мав задовольнятися винагородженням за справляння треб. Наприклад, із прибутку 1200 рублів, одержаного церквою, половина пішла на платню: священику (300 руб.), диякону (200 руб.) та дяку (100 руб.) Ще 80 рублів склав відсоток зі вкладених капіталів. На 1911 рік прихід церкви був одним із найбільшим у місті — 2983 людини. Церква Різдва Пресвятої Богородиці володіла 1366 квадратними сажнями землі. Для священика та церковнослужителів 1898 року неподалік церкви збудували дерев'яні, криті залізом будинки.
Храм знищений у 1930-х роках. Найімовірніше, це сталося в 1935 чи 1936 році. Останнім священником був отець Феоген (Таран). На думку дослідника Василя Пуцка кам'яну церкву знищено наприкінці 1930-х років.

## Опис
В описі «Атласу Малоросії з картами та планами міст», складеному 1778 року, зазначено, що церква розташовувалась праворуч від Палацу Рум'янцева-Задунайського.
Перше відоме зображення церкви на Веригині розміщене на плані Глухова 1724-го року. На плані міста 1776 року Веригінська церква іменується, як «Церковь Рождества Богородицы». Дерев'яна хрещата в плані церква Різдва Пресвятої Богородиці фігурує на плані Глухова 1778-го року. Розпланувальна мережа мікрорайону Веригине не змінилася з часів Гетьманщини, бо правобережний Глухів не був перепланований на початку XIX століття як решта міста.
Церква була на один престол Різдва Пресвятої Богородиці, теплою. Вона була тридільною і триверхою, а в центрі мала класицистичну сферичну баню на високому циліндричному підбаннику. В його фризовій частині створено 16 віконних отворів-ілюмінаторів, діаметром 1,2 метра. Крім оригінальності та привабливості споруда була схожа на американський Капітолій. Із західного боку зведено трьохярусну дзвіницю.
Територію храму обнесено кам'яною огорожею, в якій вбудована сторожка, де проживав сторож караулу. Далі знаходився цвинтар, огороджений парканом. За інформацію з «Топографічного опису Малоросійської губернії 1798—1800 років» на Веригинському кладовищі залишалась дерев'яна Всесвятська церква. 1905 року на цвинтарі коштом дворянки Дарини Грицевич була споруджена дерев'яна, крита соломою хата-богадільня для проживання найбідніших верств населення.
Світлини із зображенням храму початку ХХ століття публікувались у ряді фотокниг. Це світлини мистецтвознавця Павла Жолтовського, зроблені під час експедиції в 1930 році. На одній з них зображено дзвони на дзвіниці храму. В своєму щоденнику дослідник занотував: «Серед пам'яток ливарного мистецтва відзначено дзвін у церкві на веригинськім передмісті м. Глухова з написом: „Во иміα Ѡтца и Сина и Свѩтаго духа аминь соωружисѩ звонъ сей до храму рождества Пресватіѩ Богородыці веригинъской року αψ (1700 — Ю. М., І. Т.) мѣсѩцѩ марта днѩ К (20 ‒ Ю. М., І. Т.) коштом и старанием пана Иоана Уласовіча Мороза значного козака сотнънѣ глуховъской“). На дзвоні є тавро з написом „Карпъ Иωсифович дѣлатель“. В другому таврі виображення Богородиці. Цей дзвін є типовою роботою відомого людвисара Карпа Балашевича».
На дзвіниці храму Трьох-Анастасій і досі висить дзвін, відлитий у Глухові 1787 року для церкви Різдва Пресвятої Богородиці коштом Петра Шуби.

## Навчальна діяльність та приписані церкви
При церкві Різдва Пресвятої Богородиці діяла Веригинська приходська школа, з 1906 року вона стала Веригинським міським чотирикласним училищем (нині Глухівський навчально-виховний комплекс: дошкільний навчальний заклад — загальноосвітня школа І-ІІ ступенів № 4 Глухівської міської ради), де священник та законоучитель навчали шість учнів. Для утримання училища місто щороку виділяло 274 рублі..
До приходу Різдва Богородицької церкви відносилася дерев'яна цвинтарна церква Всіх Святих із дзвіницею. 1873 року її збудували на кошти почесного дворянина Артемія Яковича Терещенка. Але служби у ній проводились рідко.
Каплиця на Ярмарковій площі, збудована глухівською громадою. В ній щороку в серпні розміщувалась ікона Божої Матері, яку приносили з монастиря Глинської пустині.

## Священики та причт
Від середини XIX та до початку XX століття священиками служили батько Микола та його син Михайло Флерови (Фльорови; нар. 1849). Так, у 1871 році о. Михайло закінчив Орловську духовну семінарію. Його дружиною була Ганна Євдокимівна (нар. 1849). У родині виховувалось двоє дітей. Церковним старостою був Михайло Мойсейович Чайковський. Родина священника проживала у будинку, що належав єпархії. На цьому місці зараз розташовано дім по вулиці Веригинській, 15. Також він володів великою ділянкою землі із садом. У сусідньому будинку з сім'ю проживав диякон церкви.
1932 року настоятелем церкви Різдва Пресвятої Богородиці на Веригині призначено отця Феогена (Фому Семеновича Тарана, нар. 1883). Вже у другій половині 1936 року його перевели до однієї з церков Севська. Також у 1958—1959 роках він був ігуменом та в 1959—1960 роках настоятелем монастиря Глинська пустинь.

## Галерея

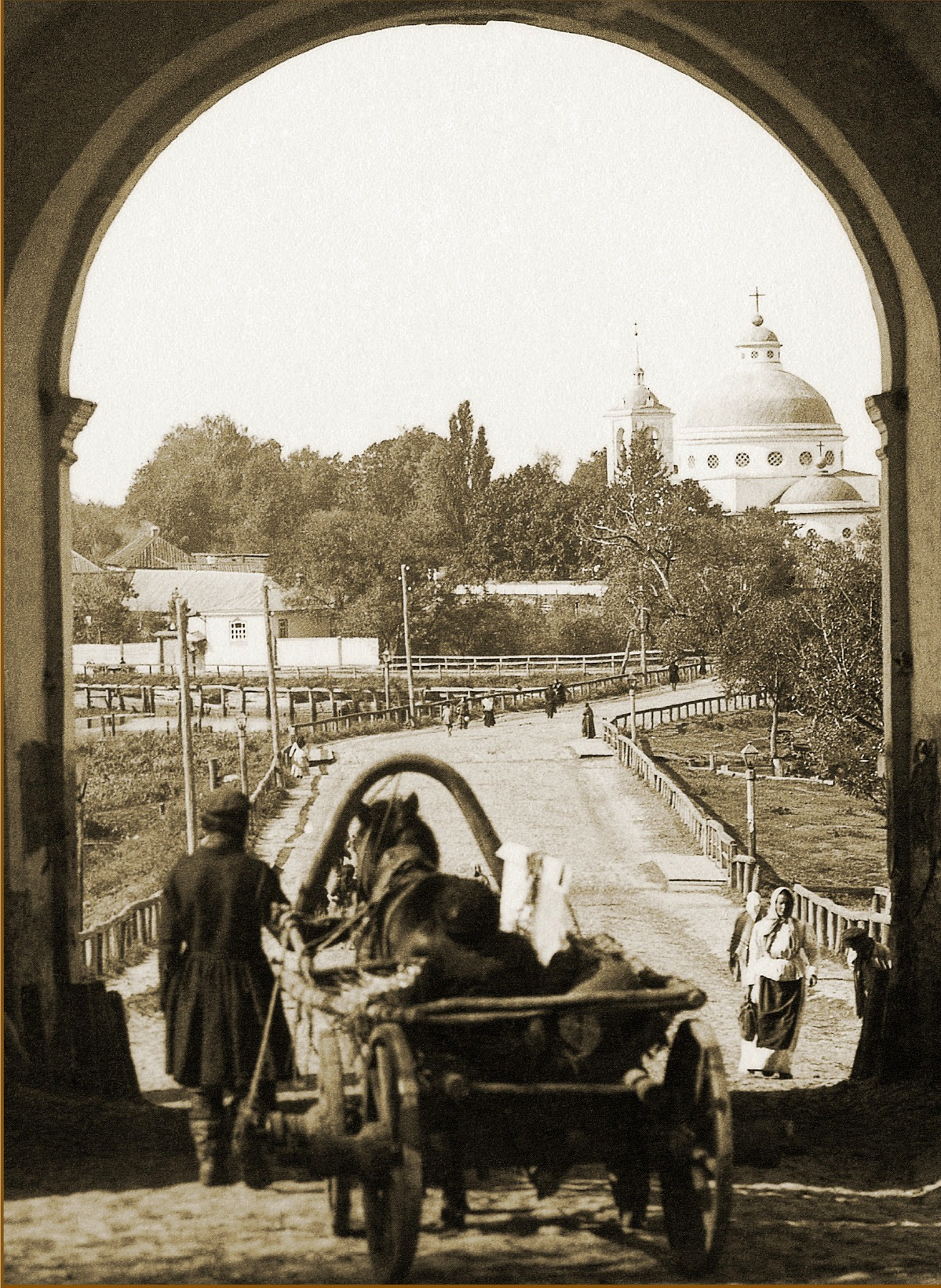
Вид на Церкву Різдва Пресвятої Богородиці через Київську браму
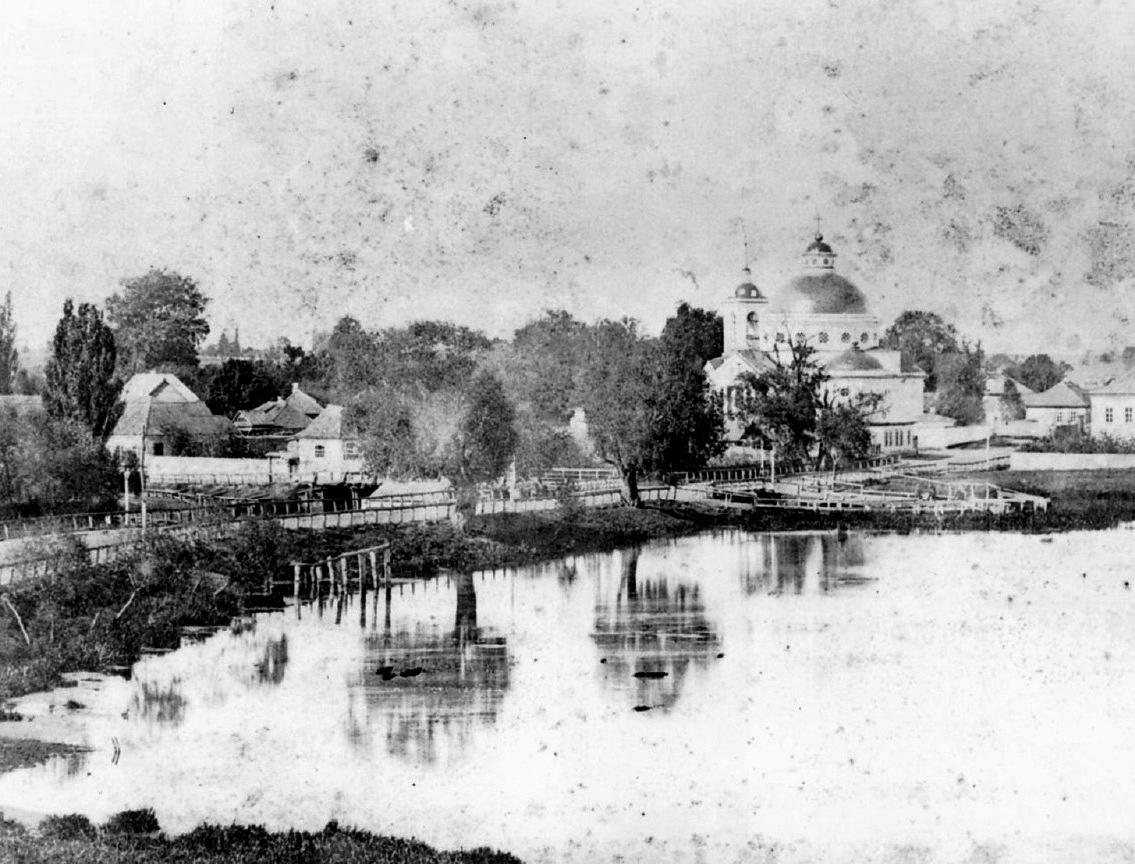
Церква Різдва Пресвятої Богородиці на Веригині
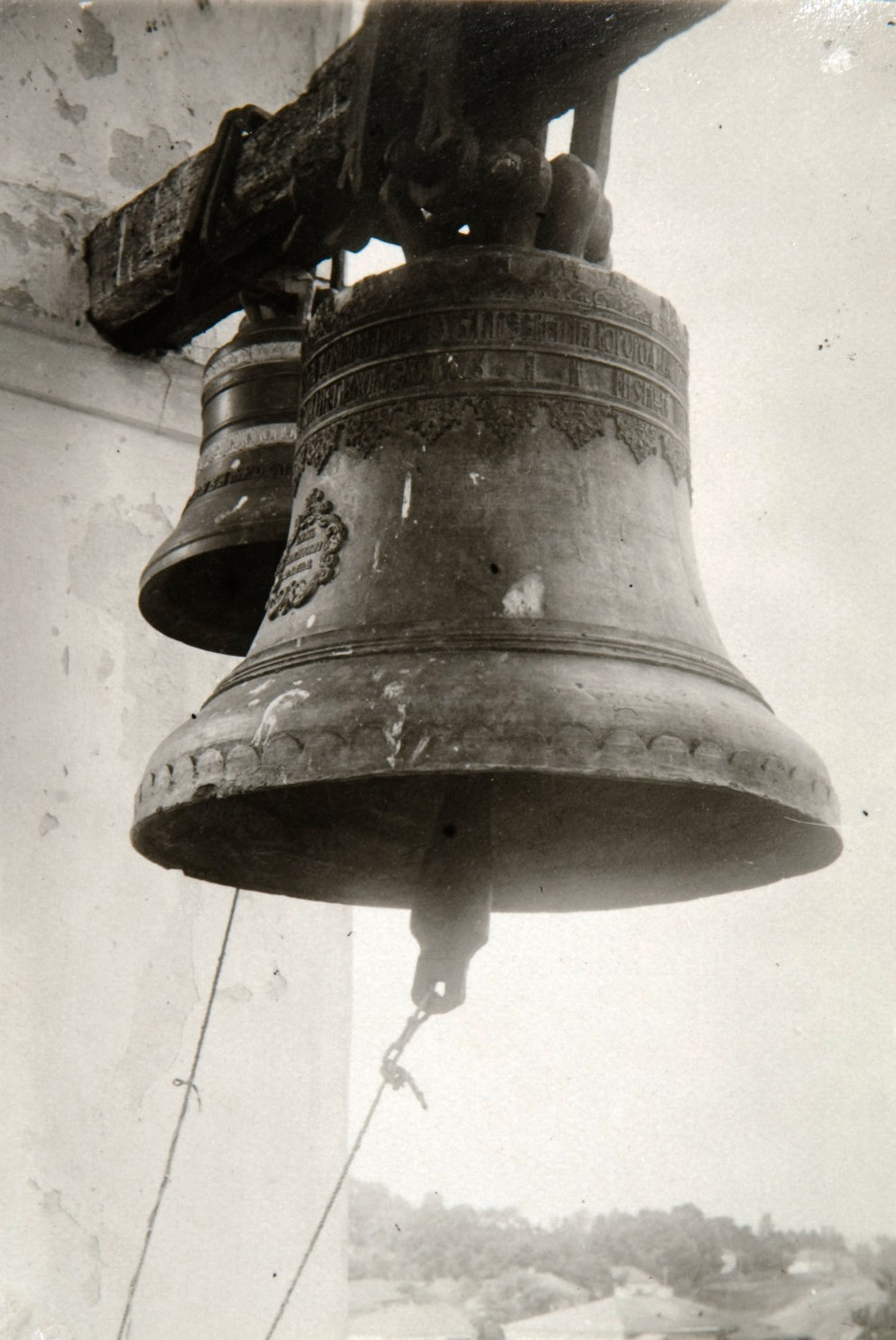
Головний дзвін на дзвіниці церкви Різдва Пресвятої Богородиці на Веригині